# She-Ra
Adora, meglio nota con il nome del suo alter ego She-Ra, è un'eroina di finzione ideata da Mattel dopo l'enorme successo che riscosse He-Man fra i bambini, con l'intento di crearne una versione al femminile che potesse far presa sulle bambine. Nel 1985 le venne dedicata una serie animata, intitolata She-Ra, la principessa del potere, impostata come spin-off della precedente serie del 1983 He-Man e i dominatori dell'universo. La serie di She-Ra è composta di 65 episodi per la prima stagione e di 28 per la seconda. Visto il pubblico di riferimento, le venne dedicata una nutrita serie di bambole, con tante action figure (inizialmente solo una di esse era maschile). È comparsa inoltre in un numero dei fumetti nonché nella serie Classics della linea di giocattoli dedicati ai Masters of the Universe, nei quali ha anche un alter ego malvagio di nome Despara.

## Storia e caratteristiche del personaggio
La vera identità di She-Ra, paladina del mondo di Etheria, è quella di Adora, principessa di Eternia, sorella gemella del principe Adam, figlia del Re Randor e della Regina Marlena, nipote del Re Miro. Adora può trasformarsi in She-Ra con l'ausilio della Spada della Protezione (arma gemella della Spada del Potere con incastonata una gemma), consegnatale da He-Man (alias del suo fratello Adam). La sua identità di She-Ra le permette innanzitutto di non farsi riconoscere come Adora e le dona una serie di grandi poteri. Agile e atletica, She-Ra possiede la superforza, la capacità telepatica di comunicare con gli animali e quella taumaturgica di guarire le ferite. Adora può trasformare insieme a lei anche il suo affezionato "puledro" (come viene definito nella sigla d'inizio italiana del cartone animato, ma è un cavallo visibilmente adulto, chiamato giustamente "steed" nella versione originale) Spirit, facendolo divenire Swift Wind (spesso abbreviato nel doppiaggio italiano ed in quello tedesco in "Swifty"), un unicorno alato. La sua spada magica può inoltre diventare qualsiasi oggetto le sia necessario: scudo, corda, scala, manette giganti, paracadute ecc… Con questi poteri She-Ra difende il Castello di Cristallo (nella sigla italiana chiamato erroneamente "Palazzo"), sede dell'oracolo Light Hope, e aiuta i ribelli nella lotta contro la tirannia di Hordak. Il suo segreto è conosciuto da poche persone su Etheria: Madame Razz, Kowl e lo stesso Light Hope (non menzionato esplicitamente nella sigla iniziale italiana ed in quella tedesca, forse per problemi di tempistiche nell'adattare lo stringato inglese a due lingue molto più verbose come l'italiano e il tedesco).
Al pari del fratello He-Man, She-ra in più occasioni salva la vita a nemici pur sapendo che non ricambierebbero mai il favore: la vita di un nemico vale quanto quella di un amico, e nessuno merita di soffrire. She-ra, difatti, salva nientemeno che Hordak in persona da una fine certa in almeno tre episodi: quello in cui viene avvelenato da Catra in combutta con Skeletor; quello in cui Hordak e She-Ra rimangono prigionieri entrambi nella Dimensione Oscura del demone Dragoon; e quello in cui Hordak disobbedisce al Grande Horde e pianifica di usurparne la Nave Spaziale Ammiraglia da Guerra per conquistare anche Eternia.

### She-Ra / Adora, He-Man / Adam
La trasformazione di Adora in She-Ra non la muta significativamente: a cambiare sono soltanto le vesti, la lunghezza dei capelli, la presenza di una tiara in testa ed il tono di voce, meno da ragazza e più da donna. She-Ra ha un look raffinato "da antica amazzone greca" (che ricorda la Wonder Woman degli albori) con gonnellino, più l'elegante aggiunta della tiara dorata con rubino al centro e alette "alla celtica" laterali.
Il modo di atteggiarsi di Adora rimane pressoché lo stesso quando è trasformata in She-Ra. In fondo Adora è pur sempre l'ex Capitano degli Horde, forte di un ottimo addestramento fin dalla più tenera età. Mentre il principe Adam si comporta quasi al contrario rispetto a He-Man, esagerando appositamente la sua voglia di divertimenti e di scherzi, Adora rimane sempre misurata, decisa, compassionevole ed altruista.
Il differente approccio della serie di She-Ra rispetto alla serie classica di He-Man, dove l'obiettivo è quello di rovesciare un ordine sociale ingiusto, anziché difendere quello costituito, può far pensare che questo “seguito” sia più maturo e serioso della serie primaria. Ma le cose non stanno proprio così. He-Man riusciva a difendere Eternia e Grayskull a prezzo di innumerevoli rischi e sforzi, invece She-Ra risolve la maggior parte delle situazioni apparentemente senza fatica: sempre sicura sul da farsi, i suoi poteri sovrastano le possibilità offensive dei suoi nemici, e in poche occasioni la vediamo in difficoltà. In alcuni episodi, i due eroi vengono a contatto e collaborano insieme, ma l'affiatata coppia di gemelli, secondo alcuni fan, stona, nel complesso, data la diversità dei contesti per i quali questi due personaggi vennero immaginati.
Nell'episodio di crossover con He-Man sulla vacanza del Grande Horde e relative conseguenze, She-Ra allude al fatto che He-Man ha una forza fisica un po' superiore a lei; He-Man, in compenso, ammette con Swift Wind che She-Ra è una stratega più scaltra di lui.
She-Ra fu un cartone animato di successo, ma non le riuscì di eguagliare i Masters of the Universe.
Vista la continuity con la serie di He-Man ed i crossover fra i due mondi, nonché un cattivo di tutto rispetto come Hordak, la serie, pur concepita per un pubblico femminile, ebbe un grande successo anche presso il pubblico maschile.

## Serie animate

### He-Man e i dominatori dell'universo
In questa serie prodotta dalla Filmation Associates nel 1983, She-Ra non compare, ma è da questa che deriverà successivamente, e ne eredita molto lo stile basato su questo modello: stile del disegno, costumi, animazioni. Il principale nemico di She-Ra, Hordak, era stato immaginato sul finire di questa serie (nelle pubblicità dei giocattoli è infatti mostrato come avversario di He-Man, nonché antico maestro di Skeletor), e le fu contrapposto perché non venisse sprecato un così promettente personaggio.
Ciò nonostante, nella seconda parte dell'episodio 8 Stagione 2 sulle origini della Maga / Sorceress, appare per la primissima volta la Spada della Protezione (stessa foggia della Spada del Potere, ma con una gemma incastonata nell'elsa), per la quale non verrà però fornita alcuna spiegazione fino al lungometraggio di animazione Il segreto della spada.

### She-Ra, la principessa del potere
Serie prodotta nel 1985, vede She-Ra protagonista, sua prima interpretazione animata. Il fatto di essere quasi un seguito della serie sopracitata si esprime chiaramente in tutte le soluzioni grafiche operate dallo studio. Nel cartone si racconta di come She-Ra, insieme ai suoi amici (la "grande ribellione") lottano per liberare Etheria dalla malvagia tirannia di Hordak, mentre He-Man appare in alcuni episodi per aiutare la sorella. Anche questa serie è composta da episodi in larga parte autoconclusivi, e presenta delle morali al termine dell'episodio. Le morali sono affidate tutte quante al variopinto folletto Loo-Kee, che si nasconde nel corso dell'episodio per poi mostrare dove fosse. Nell'adattamento italiano, tutto ciò è stato stranamente tagliato e rimane inedito, come anche le morali della seconda stagione di He-Man.

### He-Man
Il writer Jack Olesker, nel forum di he-man.org dichiarò nel 2006, che She-Ra avrebbe dovuto fare la sua entrata in scena nella seconda stagione di questa sfortunata serie animata, quando He-Man e Skeletor, conclusa la loro battaglia nel futuro, avrebbero ripreso quella nel mondo di Eternia; ma la seconda stagione pianificata non vide mai la luce.

### He-Man and the Masters of the Universe
Anche in questo caso She-Ra sarebbe dovuta apparire, ma la terza stagione non venne mai prodotta a causa dell'insuccesso di questa serie. Ciò nonostante è stata prodotta la nuova action figure della serie di giocattoli MOTU 2002, una edizione da collezionisti.

### She-Ra e le principesse guerriere
Il 12 dicembre 2017, DreamWorks e Netflix annunciano She-Ra e le principesse guerriere (She-Ra and the Princesses of Power), una nuova serie reboot basata sul personaggio di She-Ra. La serie, prodotta e creata dal fumettista ND Stevenson, è stata distribuita il 13 novembre 2018 sulla piattaforma Netflix.

### Masters of the Universe: Revolution
Nella terza parte di Masters of the Universe: Revelation, Masters of the Universe: Revolution (2024), appare prima in un flashback nel terzo episodio, quando è stata rapita da Hordak da bambina, e nelle vesti di Despara durante l'epilogo del quinto episodio. È doppiata nuovamente da Cristiana Lionello.

## I giocattoli
La linea di giocattoli, chiamata semplicemente Princess Of Power, fu primariamente concentrata su She-Ra e i suoi alleati; come controparte cattiva fu scelta Catra, nel ruolo di “bellezza gelosa”. Gli altri personaggi malvagi (presenti nella serie animata di She-Ra la principessa del potere) uscirono nella linea dei Masters of the Universe (sebbene non vi fossero riferimenti nella serie animata precedente), molti classificati come Evil Horde, seguiti da una minore serie di Snake-Men. Sono uscite tre serie in tre anni: 1985, 1986, 1987. La serie del 1987 venne interrotta a metà produzione, facendo sì che sia oggi molto rara; la bambola più ricercata è quella di Spinnerella, prodotta per ultima. Questi giocattoli vennero distribuiti in molti paesi, fra cui Portogallo, Canada, USA, Messico, Italia, Francia, Brasile, Spagna, e altri ancora. I pupazzi e le bambole vennero imballati nei classici blister, involucri trasparenti fissati ad un cartoncino, mentre i cavalli, i veicoli ed i play set erano venduti in scatola. Oltre ai personaggi venduti singolarmente, c'erano anche dei rari gift set, scatole con tre personaggi assieme, oppure abbinati ad una cavalcatura; furono distrubuiti anche accessori di moda, ovvero blister contenenti vari vestiti delle più disparate fogge da far indossare a She-Ra, alle altre eroine e alle donne malvagie.

### Action figure
- 1ª serie – 1985: She-Ra, Bow, Castaspella, Double Trouble, Frosta, Glimmer, Queen Angella, Kowl e l'antagonista Catra.
- 2ª serie – 1986: Starburst She-Ra, Flutterina, Peekablue, Perfuma, Mermista, Sweet Bee e le antagoniste Entrapta e Scratchin' Sound Catra.
- 3ª serie – 1987: Bubble Power She-Ra, Netossa, Spinnerella, Loo-Kee e l'antagonista Shower Power Catra.

### Cavalcature e veicoli
- 1ª serie – 1985: Swift Wind (cavallo di She-Ra), Arrow (cavallo di Bow), Storm (cavallo di Catra), Enchanta (cigno abbinato a 3-4 bambole, nella serie animata della Filmation è cavalcatura volante di Mermista), Butterflyer (contenitore per 8 bambole).
- 2ª serie – 1986: Crystal Swift Wind (altra versione del cavallo di She-ra), Crystal Moonbeam (cavallo di Peekablue), Crystal Sundancer (cavallo di Sweetbee), Clawdeen (leone rosa, cavalcatura di Catra), Sea Harp (contenitore per 3-4 bambole).
- 3ª serie – 1987: Royal Swift Wind (cavallo potenziato di She-ra), Silver Storm (cavallo potenziato di Catra).
- I playset
- 1ª serie – 1985: Castello di Cristallo.
- 2ª serie – 1986: Cascate di Cristallo.